# Elastok
Elastok est une émission éducative française diffusée du 17 janvier 1996 au 20 juin 1997 sur La Cinquième.

## L'émission
Destinée aux 3-5 ans, l'émission était diffusée du lundi au vendredi de 7h45 à 8h45. Elle était présentée par Elastok, un petit personnage en images de synthèse qui pouvait se transformer à sa guise et constituée de chansons, de séquences éducatives (apprendre à dessiner à compter...) et d'anciennes séries d'animation ou de marionnettes.

### Dessins animés diffusée
- Aventures sous-marines
- Grégoire et son canard
- Je veux savoir
- La Maison de Toutou
- Pivoine et Pissenlit
- Tom et le Vilain Matou
- Toucan Tecs : Les Aventures de Zippi et Zac